# Kajmany na Letnich Igrzyskach Olimpijskich 2024
Kajmany na Letnich Igrzyskach Olimpijskich 2024 – występ kadry sportowców reprezentujących Kajmany na igrzyskach olimpijskich, które odbyły się w Paryżu we Francji, w dniach 26 lipca – 11 sierpnia 2024.
Reprezentacja Kajmanów liczyła czworo zawodników – dwie kobiety i dwóch mężczyzn, którzy wystąpili w 3 dyscyplinach.
Był to dwunasty start Kajmanów na letnich igrzyskach olimpijskich.

## Reprezentanci

### Lekkoatletyka
| Zawodnik       | Konkurencja       | Runda 1  | Runda 1 | Runda 2  | Runda 2 | Półfinał | Półfinał | Finał    | Finał   | Pozycja | Źródło |
| Zawodnik       | Konkurencja       | Rezultat | Pozycja | Rezultat | Pozycja | Rezultat | Pozycja  | Rezultat | Pozycja | Pozycja | Źródło |
| -------------- | ----------------- | -------- | ------- | -------- | ------- | -------- | -------- | -------- | ------- | ------- | ------ |
| Davonte Howell | bieg na 100 m (m) | 10.31    | 4. Q    | 10.24    | 39.     | NQ       | NQ       | NQ       | NQ      | 39.     | [ 1 ]  |

### Pływanie
| Zawodnik       | Konkurencja            | Eliminacje | Eliminacje | Półfinał | Półfinał | Finał | Finał | Źródło |
| Zawodnik       | Konkurencja            | Czas       | Poz.       | Czas     | Poz.     | Czas  | Poz.  | Źródło |
| -------------- | ---------------------- | ---------- | ---------- | -------- | -------- | ----- | ----- | ------ |
| Jillian Crooks | 100 m st. dowolnym (k) | 56.15      | 23.        | NQ       | NQ       | NQ    | NQ    | [ 2 ]  |
| Jordan Crooks  | 50 m st. dowolnym (m)  | 21.51      | 2. Q       | 21.54    | 4. Q     | 21.64 | 8.    | [ 3 ]  |
| Jordan Crooks  | 100 m st. dowolnym (m) | 48.01      | 5. Q       | 48.10    | 13.      | NQ    | NQ    | [ 3 ]  |

### Żeglarstwo
Konkurencje z wyścigiem medalowym
| Zawodnik          | Konkurencja | Wyścig | Wyścig | Wyścig | Wyścig | Wyścig | Wyścig | Wyścig | Wyścig | Wyścig | Wyścig | Punkty | Finałowa pozycja | Źródło |
| Zawodnik          | Konkurencja | 1      | 2      | 3      | 4      | 5      | 6      | 7      | 8      | 9      | M*     | Punkty | Finałowa pozycja | Źródło |
| ----------------- | ----------- | ------ | ------ | ------ | ------ | ------ | ------ | ------ | ------ | ------ | ------ | ------ | ---------------- | ------ |
| Charlotte Webster | ILCA 6      | 41     | 40     | 39     | 41     | 36     | 40     | 32     | 43     | 37     | NQ     | 349    | 41.              | [ 4 ]  |